# Musturzabalsuchus
Musturzabalsuchus es un género extinto de crocodilomorfo, considerado como uno de los miembros más antiguos de la superfamilia Alligatoroidea. El nombre del género significa "cocodrilo de rostro ancho", proveniente del término vasco "musturzabal", "rostro ampliado" y el griego "suchus" que significa "cocodrilo". La especie tipo y única nombrada es M. buffetauti, nombrada en honor del paleoherpetólogo francés Eric Buffetaut. El material asignado originalmente a Musturzabalsuchus fue hallado en 1997 en la localidad de Laño en el Condado de Treviño, en el norte de España. Aunque data de finales del Cretácico Superior, la edad exacta de los estratos de los cuales se extrajeron los materiales de Musturzabalsuchus en esa localidad es desconocida: podría ser de fines del Campaniense o inicios del Maastrichtiense. A pesar de la inusual alta cantidad de restos pertenecientes a este género (muchos otros crocodilomorfos continentales del Cretácico Superior de Europa están muy mal representados), los únicos elementos del esqueleto conocidos de Musturzabalsuchus son el maxilar y la mandíbula. Algunos fragmentos de estos huesos se han encontrado en la localidad de Armuña en la provincia de Segovia que fueron anteriormente referidos a un trematocámpsido sin nombre. Al igual que el material del holotipo y el paratipo hallado en Laño, estos fósiles, conocidos colectivamente como UPUAM-502, son de edad Campaniense-Maastrichtiense. Otro espécimen (MHNM 10834.0) de Fuvelian Lignites en Francia fueron referidos a Musturzabalsuchus en 1999. Sin embargo, las características usadas para asignar el material a los especímenes mejor conocidos de Musturzabalsuchus de España fueron cuestionadas en un estudio posterior. Material adicional de Musturzabalsuchus ha sido hallado posteriormente en Valencia, España, siendo levemente más antiguos que los especímenes de otras localidades, ya que datan de inicios o mediados del Campaniense.

## Filogenia

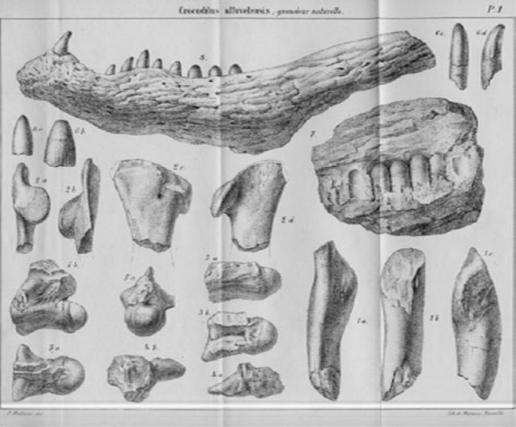
Ilustración de los restos de "Crocodilus" (Massaliasuchus) affuvelensis de Fuvelian Lignites, 1869. La mandíbula que se asemeja a Musturzabalsuchus está representada arriba.

Musturzabalsuchus fue asignado a la superfamilia Alligatoroidea basándose en varias características, incluyendo un desplazamiento lateral del foramen aereum del hueso articular. Adicionalmente, el cuarto diente mandibular hace oclusión con una perforación en el rostro. Solo esta última característica está presente en los aligatóridos más derivados, y por lo tanto lo excluye de la familia. Esta perforación en la que encaja el cuarto diente mandibular está situada posterior al último diente del premaxilar, de forma similar a lo observado en "Diplocynodon" hantoniensis, un aligatoroideo primitivo. Una imagen usada en un estudio de 1869 realizado por P. Matheron sobre restos de cocodrilo de Fuveau lignites representa una mandíbula de perfil similar a la de Musturzabalsuchus, pero que es catalogada como perteneciente al crocodiliano Crocodilus affuvelensis. En 1997 se sugirió que debido a esta aparente similitud, junto con la vaguedad de las descripciones en el estudio de 1869 y la pérdida del espécimen sintipo, C. affuvelensis podría ser reasignado a Musturzabalsuchus, aunque se establece también que la carencia del material craneal posterior del género hacía dificultosas las comparaciones detalladas. Un estudio de 2008 sobre los especímenes de Matheron concluyó que pertenecían a un nuevo género distinto tanto de Crocodylus como de Musturzabalsuchus, al que se le denominó Massaliasuchus. Un análisis filogenético publicado en 2015 encontró que Musturzabalsuchus sería un miembro de la familia Allodaposuchidae, por lo tanto alejado evolutivamente de Alligatoroidea.

## Paleobiogeografía
Musturzabalsuchus y Acynodon, un crocodiliano contemporáneo también común en Laño, eran considerados como cercanamente relacionados con los aligatoroideos de Laurasia. Este último género es el único taxón que no es conocido de Norteamérica y está relacionado con los más aligatóridos tribodontes más derivados del Cretácico Superior. Es claro que Musturzabalsuchus era endémico de Europa, y estaba probablemente restringido a la isla Íberoarmoricana, ya que este género está ausente de las localidades del norte y el oriente de Europa en las cuales se han recuperados otros fósiles de crocodilianos.